# Montlay-en-Auxois
Montlay-en-Auxois é uma comuna francesa na região administrativa da Borgonha-Franco-Condado, no departamento de Côte-d'Or. Estende-se por uma área de 17,14 km². Em 2010 a comuna tinha 189 habitantes (densidade: 11 hab./km²).